# Dalma Airport
Dalma Airport är en flygplats i Förenade Arabemiraten. Den ligger i den västra delen av landet, 210 kilometer väster om huvudstaden Abu Dhabi. Dalma Airport ligger 9 meter över havet. Den ligger på ön Dalmā Island.
Terrängen runt Dalma Airport är platt. Havet är nära Dalma Airport åt sydost.  . Det finns inga samhällen i närheten.